# 罗滕鲍姆网球场
罗滕鲍姆网球场（德語：或者德語：），是德国网球锦标赛主场馆所在地，位于德国汉堡的哈尔弗斯特胡德区域。尽管这个场地被称为“罗滕鲍姆网球场”，但如今它正式属于汉堡的哈尔弗斯特胡德。

## 历史
自1892年起，德国国际网球锦标赛就在罗滕鲍姆举行，使其成为德国历史上最悠久的网球赛事。目前的体育场建于1999年，可容纳13,200名观众，是德国最大的网球场馆。如今，它是仅有的两个在德国境内举办的ATP500巡回赛之一（另一个是哈雷公开赛），也是全球规模最大的网球赛事之一。

## 地理位置
罗滕鲍姆网球场位于哈尔弗斯特胡德地区的哈勒大街（Hallerstraße）89号，最近的快速公交站是哈勒大街站。著名的外阿爾斯特湖距离该场馆约600米。

## 图库

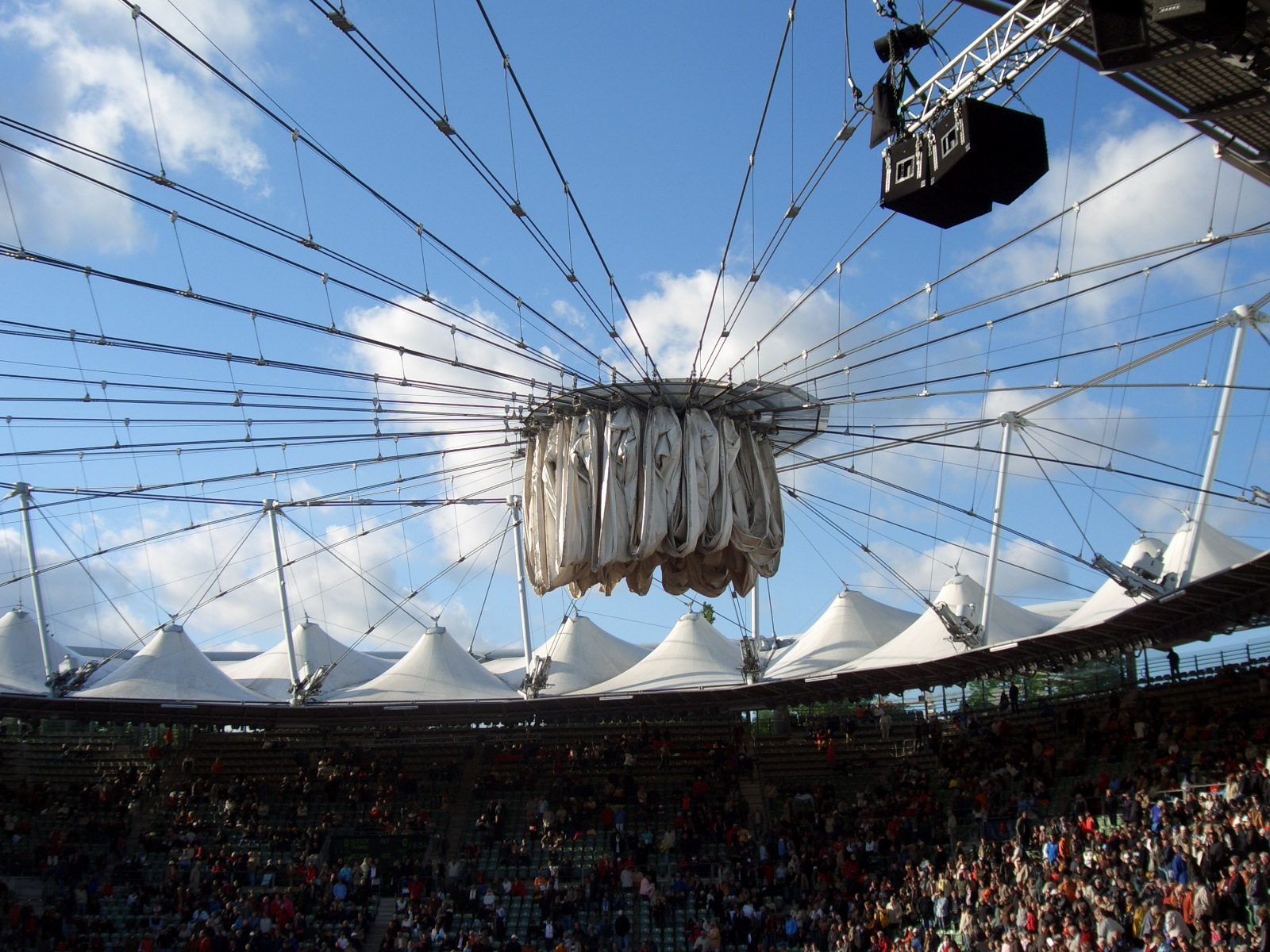
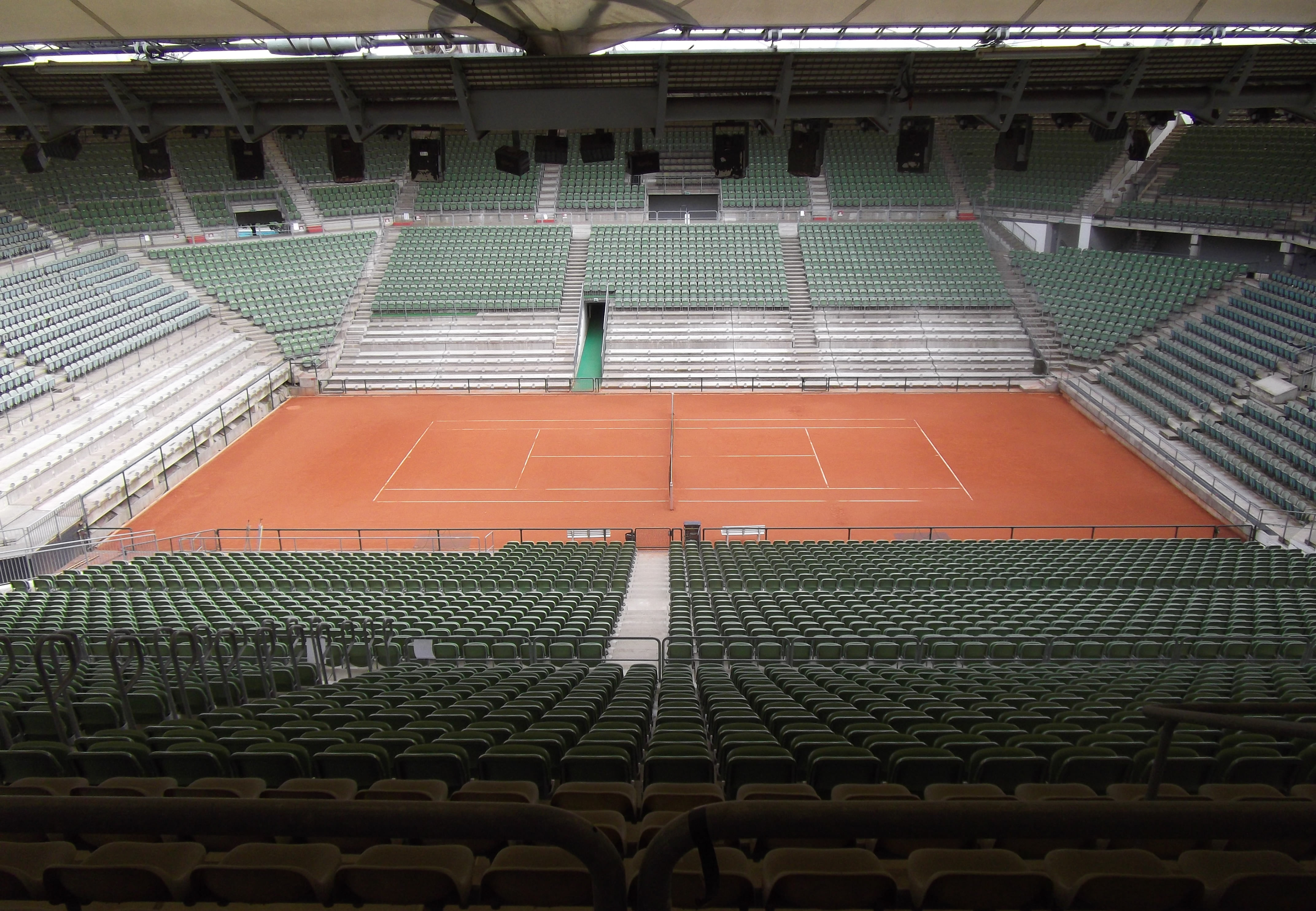
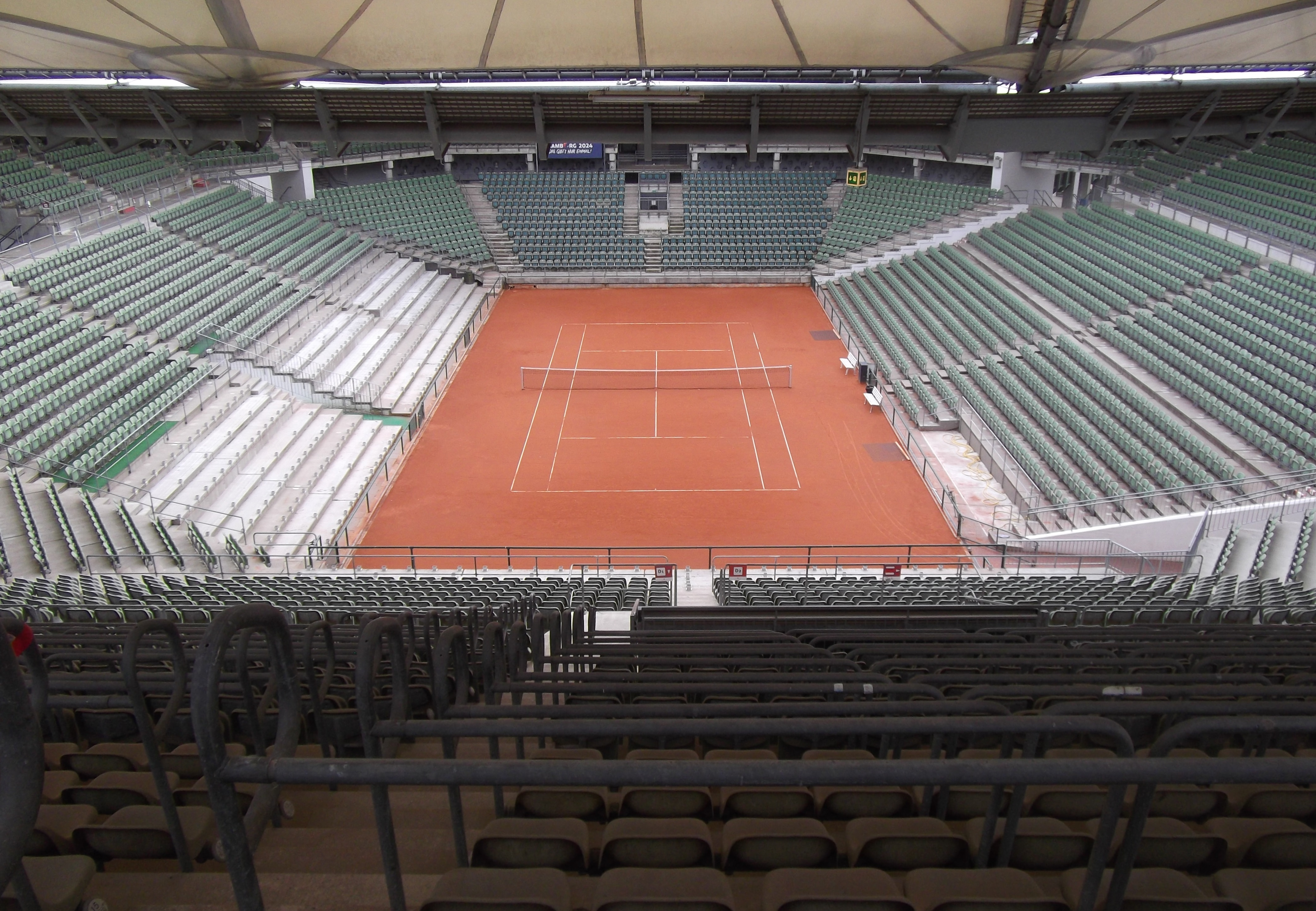
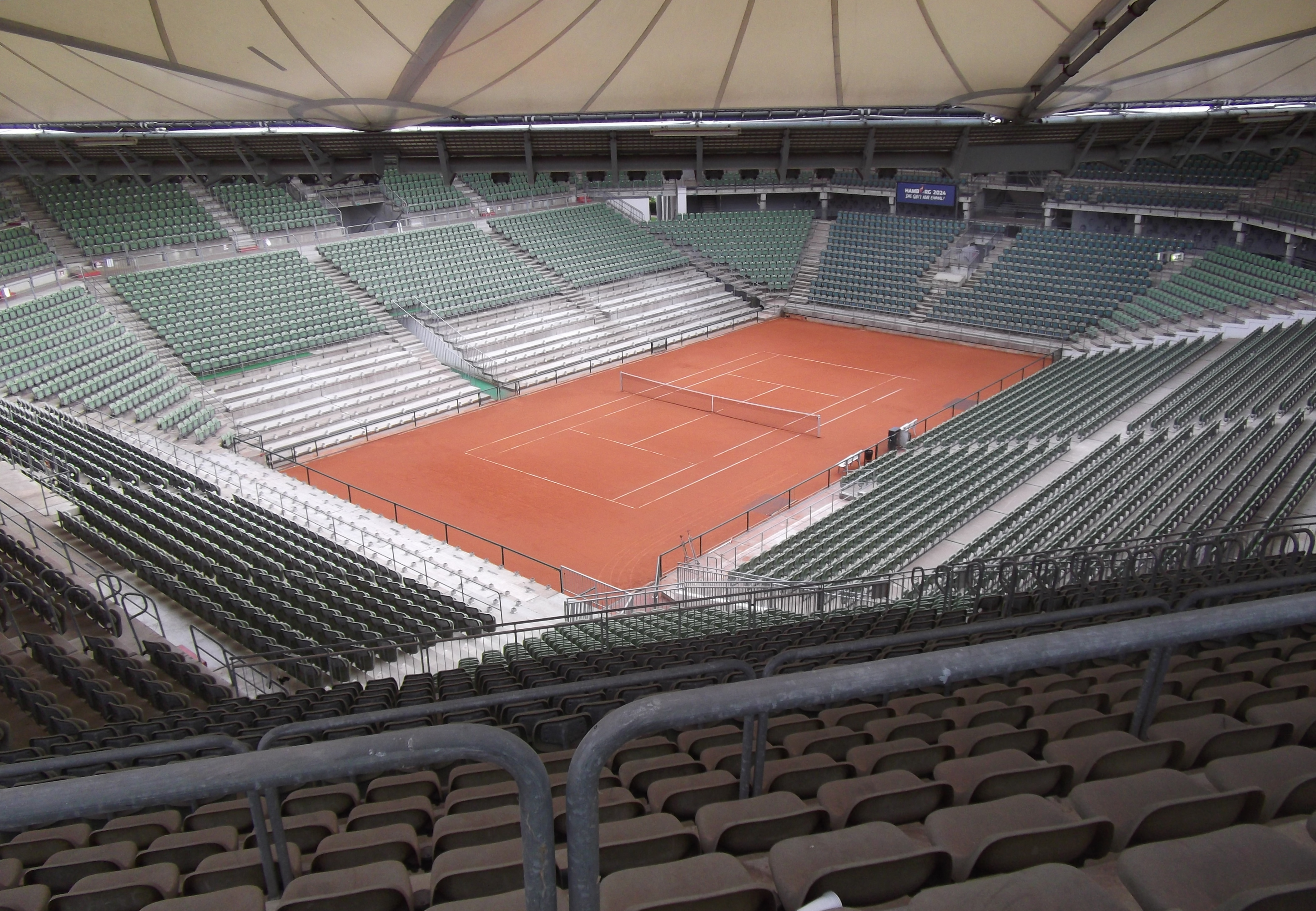
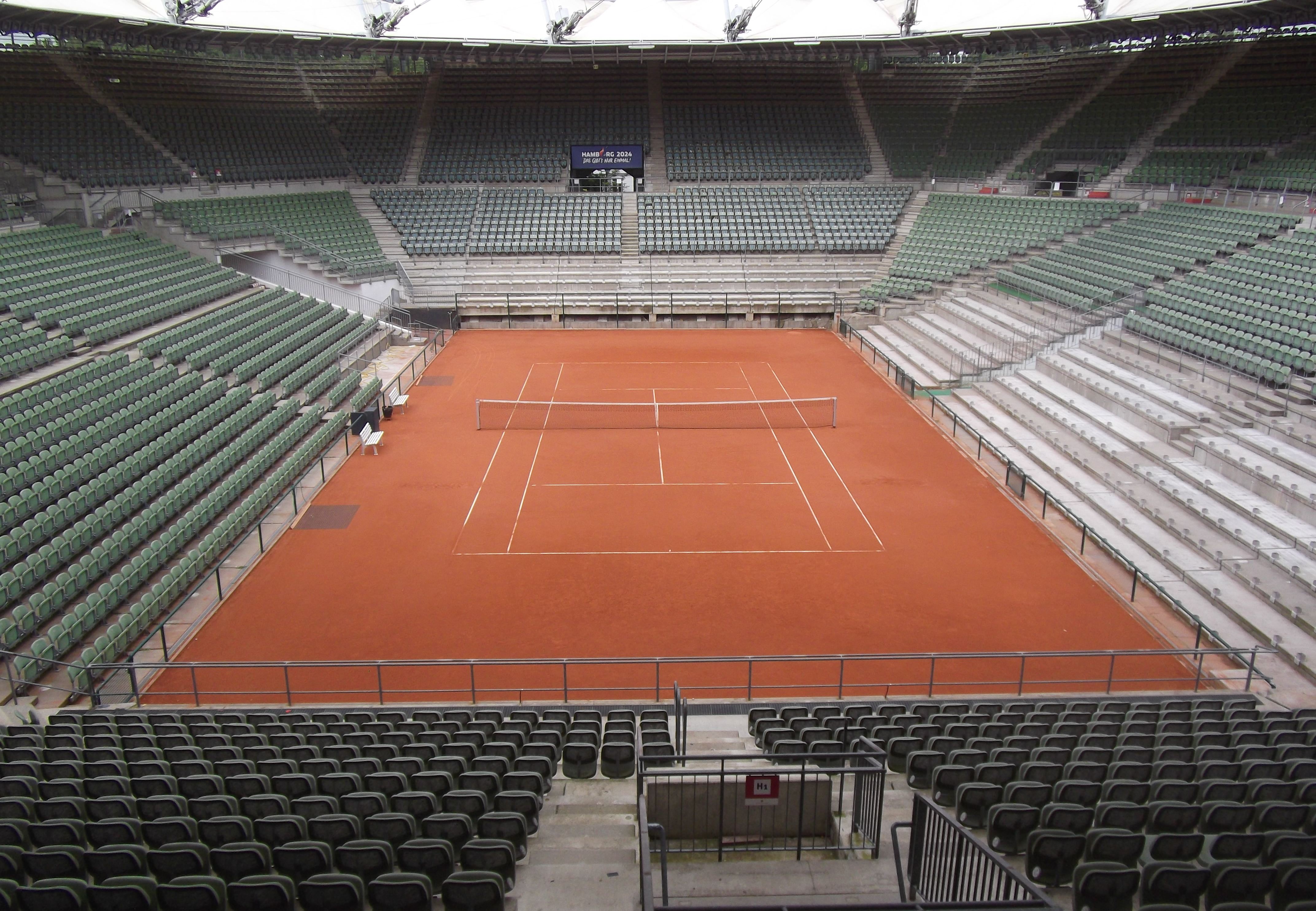
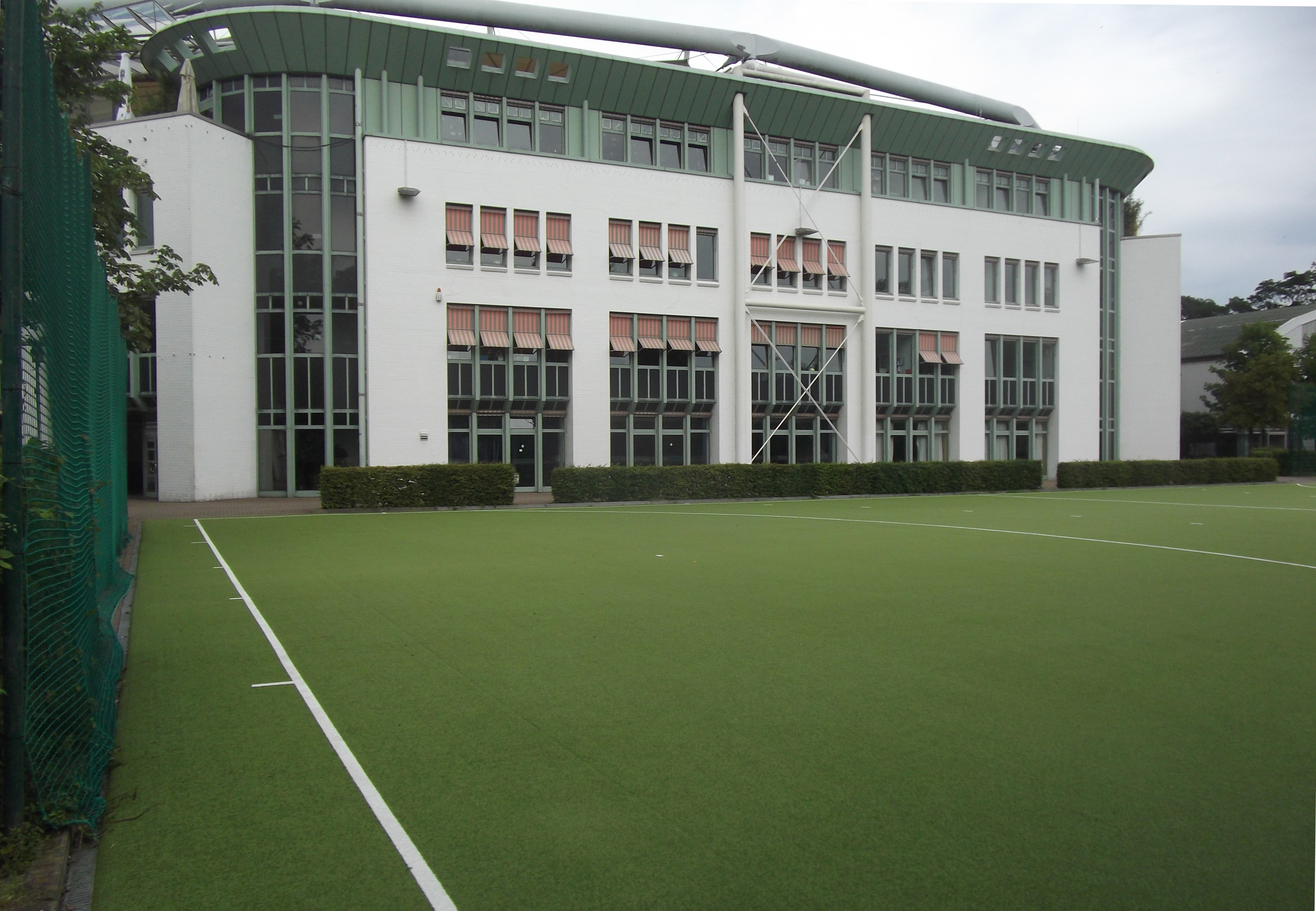
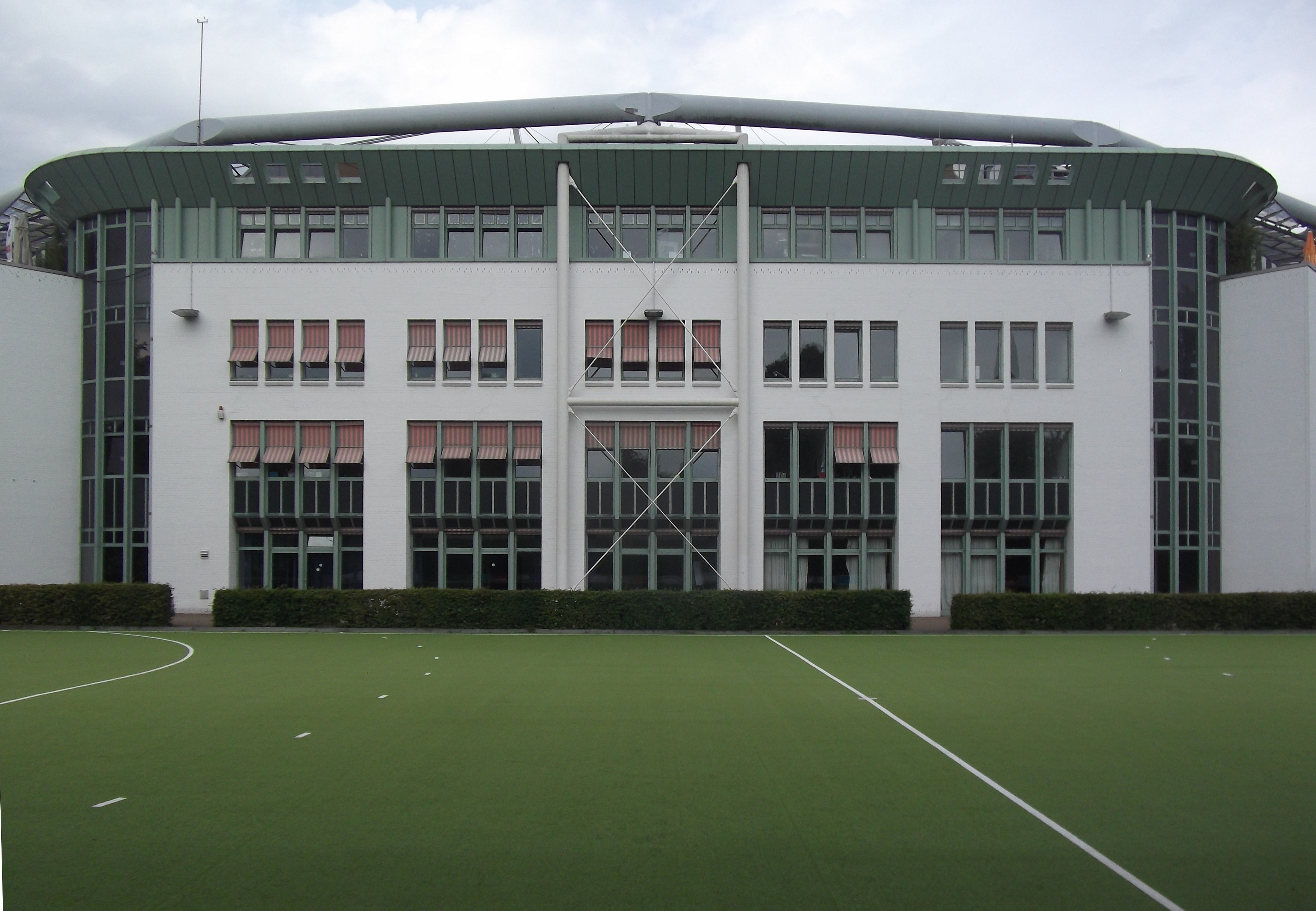
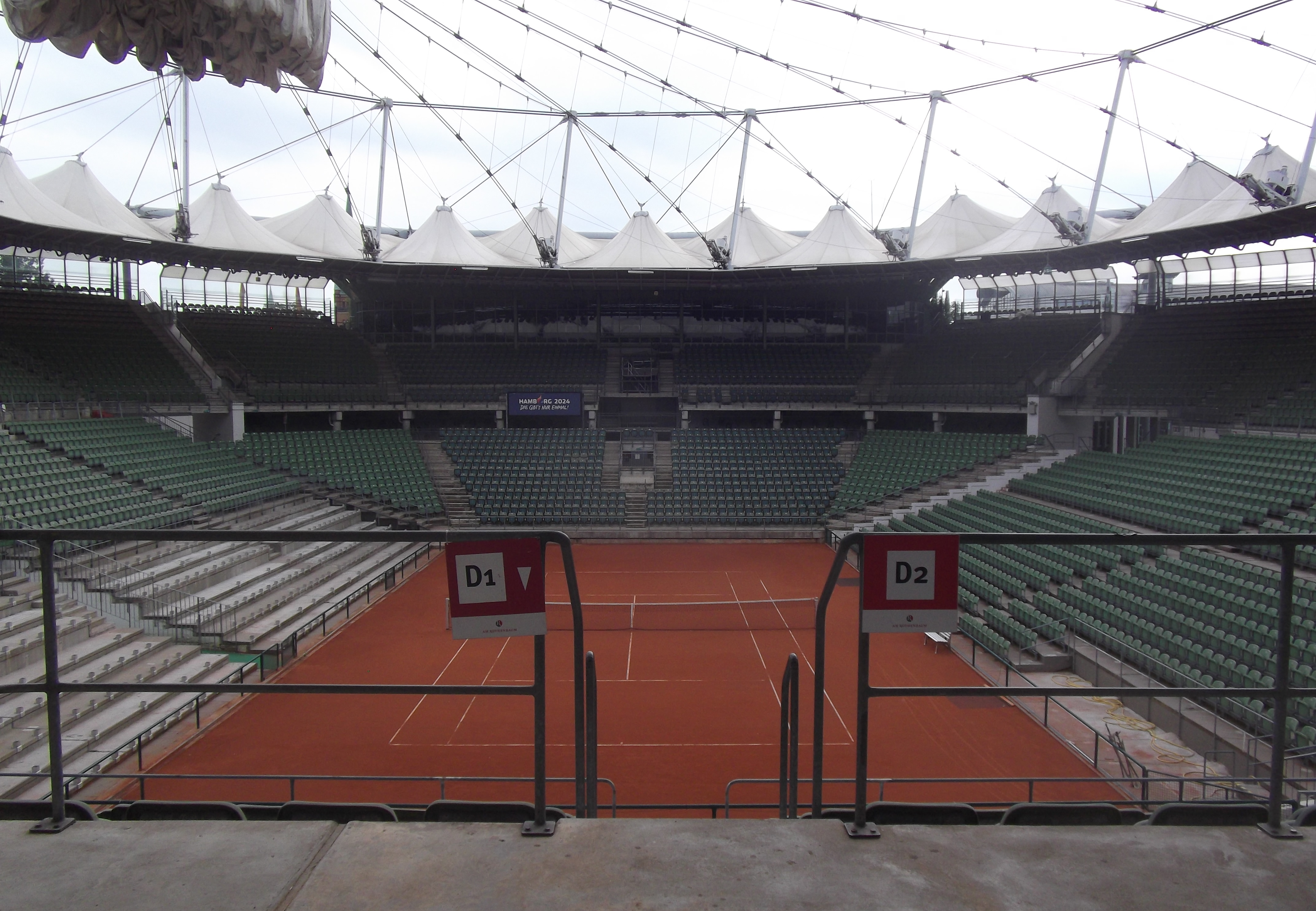
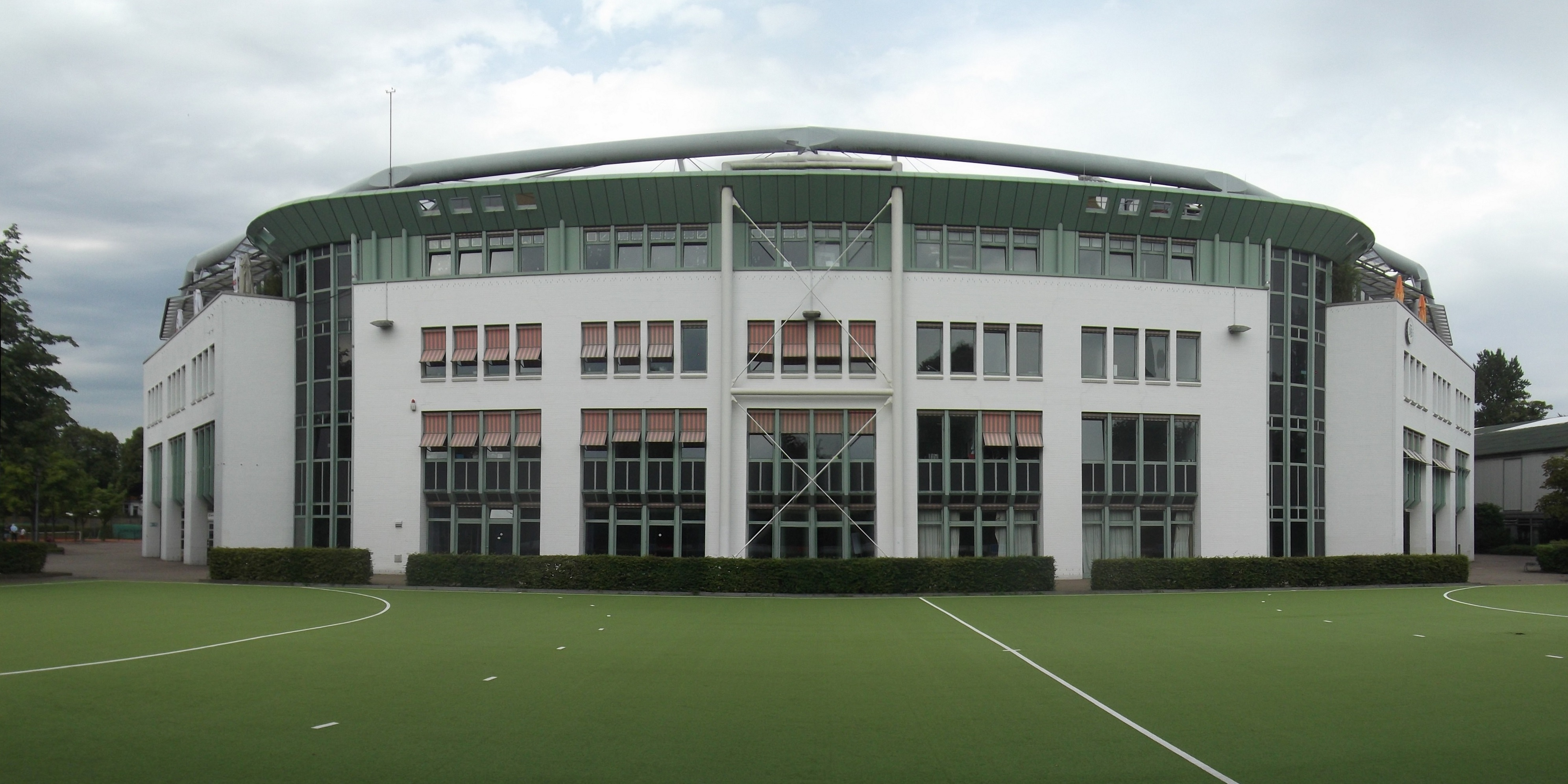